# Jess McMahon
Roderick James „Jess” McMahon Sr. (ur. 26 maja 1882 w Nowym Jorku, zm. 21 listopada 1954 w Wilkes-Barre) – amerykański promotor i organizator sportowy pochodzenia irlandzkiego, założyciel organizacji wrestlingu Capitol Wrestling Corporation, dzisiaj znanej jako World Wrestling Entertainment.
Zasłynął głównie jako promotor i organizator gal boksu zawodowego w stanie Nowy Jork, a od 1932 do 1933 także w Filadelfii. Nowatorstwem z jego strony było organizowanie walk między białoskórymi a czarnoskórymi bokserami, mimo obowiązującej segregacji rasowej. Razem ze swoim bratem Eddiem McMahonem był współwłaścicielem klubów sportowych: Olympic Athletic Club od 1900 i Empire Athletic Club od 1910. Oba kluby przestały istnieć między 1916, a 1917 rokiem, po tym jak boks w Nowym Jorku został zakazany. Między 1912, a 1914 pracowali też dla klubu St. Nicholas Athletic Club. W 1928, po ponownym zalegalizowaniu boksu w stanie, Jess McMahon założył klub sportowy Olympia Club.
Posiadał dwie drużyny baseballowe grające w ligach dla Afroamerykanów: od 1911 do 1914 New York Lincoln Giants, a od 1914 do 1917 Star Giants.
Od 1932 roku był promotorem wrestlingu. W 1952 razem z Tootsem Mondtem założył organizację Capitol Wrestling Corporation, która istnieje dzisiaj pod nazwą World Wrestling Entertainment.

## Pochodzenie
Jego ojciec Roderick (ur. 1844, zm. 30 października 1888?) i matka Elizabeth (ur. 1847, zm. marzec 1917) przybyli do Stanów Zjednoczonych z irlandzkiego miasta Galway w 1868 wraz ze swoimi dwiema córkami, Mary Laurettą (ur. grudzień 1875) i Catheriną (ur. 1877), oraz synem Edwardem Josephem „Eddiem” (ur. 1880, zm. 1935). Jess McMahon był ich najmłodszym dzieckiem, a także pierwszym członkiem tej rodziny urodzonym w Stanach Zjednoczonych. Roderick McMahon Sr. był właścicielem hotelu. Amerykański spis ludności z 1870 roku opisuje go także jako dystrybutora alkoholi, jednak nie precyzuje czy zajmował się on handlem, czy prowadził saloon.
Według niektórych źródeł Roderick McMahon Sr. miał umrzeć 30 października 1888, jednak jego prawnuk, Vince McMahon, twierdzi, że Roderick McMahon Sr. dożył ukończenia studiów przez swoich synów i wydziedziczył ich, uznając, że uczestniczą w skorumpowanym biznesie oraz zapisując w testamencie wszystko swoim córkom.

## Wczesne życie i edukacja
Roderick James McMahon urodził się 26 maja 1882 w Nowym Jorku, w dzielnicy Manhattan. Krótko po jego narodzinach rodzina McMahonów przeprowadziła się do Amsterdam Avenue. Jess McMahon ukończył szkołę publiczną nr 43 w Amsterdam Avenue. Następnie on i jego starszy brat Eddie McMahon uczęszczali do szkoły wyższej Manhattan College, którą Jess ukończył na wydziale ekonomicznym w 1899, w wieku 17 lat. Bracia interesowali się sportem od strony organizacyjnej i przez większość życia byli wspólnikami biznesowymi.
Początkowo Jess i Edward pracowali jako bankierzy aby wesprzeć finansowo ich siostry i owdowiałą matkę, które mieszkały przy 1424 Amsterdam Avenue, w zachodniej części nowojorskiej dzielnicy Harlem. Jess McMahon pracował też w przemyśle żywieniowym oraz w manufakturze kapeluszy, a od 1905 do 1906 jako inspektor kanalizacji.

## Kariera promotora i organizatora sportowego
W marcu 1900 Eddie i Jess McMahon założyli klub sportowy Olympic Athletic Club. Jess McMahon został menadżerem drużyny baseballowej, a w 1901 futbolowej. W 1905 bracia zaczęli organizować swoje pierwsze gale boksu. Odbywały się one w hali The Marion Hall przy Street and Lexington 125. Pierwsza z nich odbyła się 16 grudnia 1905. Szybko pojawiły się podejrzenia, że organizowane przez McMahonów walki są nielegalnie. W lutym 1908 i w styczniu 1909 policja przeprowadzała rewizje. W trakcie jednej z nich doszło do aresztowania dwóch bokserów oraz sędziego. W 1910 McMahonowie zyskali możliwość organizowania walk w sali kasyna Manhattan Casino znajdującego się przy Street and Eighth Avenue 155 i założyli klub sportowy Empire Athletic Club. Pierwsza walka nowego klubu sportowego i jednocześnie pierwsza walka w Manhattan Casino miała miejsce 8 kwietnia – Tommy Murphy pokonał Batteling Hurleya.
W 1911 Jess McMahon zatrudnił byłego baseballistę drużyny Philadelphia Giants, Sola White’a, i zlecił mu utworzenie nowego zespołu. Tak powstała drużyna New York Lincoln Giants, która występowała wyłącznie w ligach dla czarnoskórych zawodników (Negro league baseball), ponieważ w tym czasie w sporcie obowiązywała segregacja rasowa. W skład drużyny weszli John Henry Lloyd, Louis Santop, Cyclone Joe Williams, Spot Poles, Dick Redding, Dan McClellan i Pete Booker. White, Lloyd, Santop i Williams znaleźli się później w prestiżowej galerii sławy baseballu, National Baseball Hall of Fame and Museum. Za jedno z największych osiągnięć Lincoln Giants uważa się zwycięstwo nad drużyną Chicago American Giants Rube'a Fostera, która w 1912 roku wygrała 112 ze 132 rozegranych meczów i była uważana za jedną z najlepszych afroamerykańskich drużyn baseballowych. Latem 1913 Lincoln Giants wyzwali American Giants na serię 12 meczów. Lincoln Giant wygrali 7, a American Giants 5 z nich. 13 sierpnia miał miejsce ostatni, rozstrzygający mecz, który Lincoln Giants wygrali z wynikiem 4 do 1 i zostali nagrodzeni nieoficjalnym tytułem mistrzów kolorowych drużyn.
W kwietniu 1912 Cornelius Fellows, dzierżawca areny St. Nicholas Rink w Upper West Side, zatrudnił McMahonów na stanowisku promotora boksu w swoim nowym klubie sportowym, St. Nicholas Athletic Club. 14 stycznia 1913 bracia zorganizowali w Manhattan Casino walkę między Leachem Crossem, a Mexicanem Joe Riversem. Wkrótce zostali oskarżeni o oszustwo polegające na sprzedaży większej liczby biletów, niż faktycznie było miejsc. McMahonowie mieli też podnieść ceny wstępu kiedy okazało się, że na walkę przyszło więcej ludzi, niż się spodziewano. Według oskarżeń, ponad 600 osób, które miały wcześniej kupione bilety, nie wpuszczono na arenę. Sekretarz stanowej komisji sportowej, Charles J. Harvey, powiedział na konferencji prasowej, że McMahonowie bardzo zaszkodzili boksowi w stanie Nowy Jork, a w wywiadzie dla The New York Sun nazwał ten incydent hańbą. 28 sierpnia gazeta New York Age opisała kolejną aferę – zgodnie z relacjami bokserzy pracujący dla McMahonów mieli nie otrzymywać pełnych wynagrodzeń. Po tych kontrowersjach bracia zostali zwolnieni z St. Nicholas Athletic Club, a w 1914 sprzedali drużynę Lincoln Giants z powodu problemów finansowych. 
W 1914 klub Empire Athletic Club zmienił siedzibę na kasyno Star Casino przy Street and Park Avenue 107, w nowojorskiej dzielnicy Manhattan. McMahonowie utworzyli też nową afroamerykańską drużynę baseballową, Star Giants. W skład nowego zespołu weszli między innymi Gunboat Thompson, Bill Pettus, Bill Pierce i Guy Jackson. Afera związana z walką między Crossem i Riversem z 1913 roku poważnie zaszkodziła wizerunkowi McMahonów, co utrudniło im nawiązywanie współpracy z bokserami i potencjalnymi partnerami biznesowymi. Odtąd bracia by zwiększyć swoje dochody pracowali jako menadżerowie konkretnych zawodników, takich jak Eddie Dorsey i John Lester Johnson. W 1917 drużyna Star Giants została rozwiązana z powodu problemów finansowych.
W 1915 bracia McMahon rozpoczęli współpracę z George’em „Texem” Rickardem, sławnym promotorem boksu i założycielem organizacji hokejowej National Hockey League. Walki bokserskie, które wspólnie organizowali były innowacyjne i budziły kontrowersje, ponieważ mimo segregacji rasowej dochodziło do starć między białymi, a czarnymi zawodnikami. Walki te okazały się bardzo popularne, a w 1925 gazeta The New York Amsterdam News napisała, że Jess McMahon oferuje najlepsze gale boksu zawodowego. W 1915 McMahonowie zorganizowali walkę między mistrzem świata wagi ciężkiej, Jackiem Johnsonem, a Great White Hope Jessem Willardem w Hawanie, stolicy Kuby.
W maju 1917 gubernator Nowego Jorku, Charles Whitman, podpisał ustawę zakazującą zawodowego boksu w całym stanie. Nowe prawo weszło w życie 15 listopada. W styczniu 1918 policja zinfiltrowała Olympic Athletic Club i aresztowała dwóch bokserów, chronometrażystę oraz sędziego pod zarzutem prezentowania boksu nieoficjalnym klientom. Następnego dnia zostali oni uniewinnieni. W latach 1917–1918 Olympic Athletic Club i Empire Athletic Club przestały istnieć. Eddie McMahon pracował od tej pory jako pracownik kolei, a Jess McMahon jako sprzedawca mebli. W 1918 Jess McMahon stanął przed komisją poborową z powodu trwającej I wojny światowej, ale uniknął aktywnej służby, ponieważ zawieszenie broni w listopadzie zakończyło konflikt.
25 marca 1920 senat stanowy ponownie zalegalizował boks w Nowym Jorku. W 1925 bracia McMahon zostali oficjalnymi organizatorem walk bokserskich na hali sportowej Madison Square Garden. Pierwszy zorganizowany przez nich na Madison Square Garden pojedynek odbył się między Jackiem Delaney, a Astoria Assassin Paulem Berlenbachem. W lipcu 1927 na tej samej hali McMahonowie zorganizowali walkę między Jackiem Dempseyem i Jackiem Sharkeyem.
W 1928 Jess McMahon założył własny klub sportowy, Olympia Club. 5 września odszedł z Madison Square Garden i zaczął samodzielną działalność promotora w parku rozrywki Starlight Park w Bronx w Nowym Jorku. W czerwcu 1929 rozpoczął współpracę z Humbertem Fugazy, dzięki czemu mógł organizować walki bokserskie na stadionie Ebbets Field. 12 kwietnia 1929 zorganizował galę w centrum kongresowym New York Coliseum, której głównym wydarzeniem była walki między Bushym Grahamem, a Kidem Chocolate. Jego umowa z centrum wygasła tego samego roku. Następnie od 1930 do 1931 organizował i promował gale boksu zawodowego na Ebbets Field w Brooklynie w Nowym Jorku, a od 1932 do 1933 na Philadelphia Arena w Filadelfii.
W 1935, jego starszy brat i wieloletni wspólnik, Eddie McMahon, zmarł z powodu przewlekłej choroby.
Pod koniec życia Jess McMahon był wiceprezesem National Sports Alliance Fund for Indigent Boxers – fundacji wspierającej ubogich bokserów.

## Kariera promotora wrestlingu
W 1932 roku Jess McMahon zaczął organizować gale wrestlingu na stadionie Municipal Stadium w wiosce Freeport leżącej w obrębie miasta Hempstead w stanie Nowy Jork. Związał się z niezależną grupą wrestlerów, której kapitanem był Carlos Louis Henriquez. McMahon i Henriquez organizowali walki na stadionach w Coney Island i Brooklynie – rejonach Nowego Jorku. Carlos Louis Henriquez zwykle był głównym bohaterem gal i ulubieńcem publiczności. Wkrótce McMahon zyskał dostęp do areny Hempstead Arena i takich wrestlerów jak Alphonse Bisigniano, Jim Browning, Wee Willie Davis, rodzina Dusek, Gino Garibaldi, Tor Johnson, Hans Kämpfer, Abe Kashey, Everett Marshall, Mike Romano i Sándor Szabó. Nawiązał też kontakty z promotorami wrestlingu z Pensylwanii, New Jersey i Connecticut, takimi jak Jck Curley, Rudy Dusek i Toots Mondt, z którymi wymieniał się zawodnikami. Współpraca ta trwała około 20 lat.
W 1952 razem z innowatorskim i odnoszącym sukcesy promotorem wrestlingu, Tootsem Mondtem, założył organizację wrestlingu Capitol Wrestling Corporation, dziś noszącą nazwę World Wrestling Entertainment. W 1953 organizacja dołączyła do monopolistycznej ligi National Wrestling Alliance. 7 stycznia odbyłą się pierwsza gala tej organizacji. McMahon ustanowił siedzibę swojej firmy na siódmym piętrze hotelu Franklin Park Hotel w Waszyngtonie.

## Śmierć
21 listopada 1954 przebywał w Wilkes-Barre, w Pensylwanii, aby nadzorować galę wrestlingu. Tego dnia doznał udaru mózgu i zmarł we śnie w miejscowym szpitalu, w wieku 72 lat. Został pochowany na cmentarzu Saint Raymond's Cemetery w nowojorskiej dzielnicy Bronx.

## Życie prywatne
Miał żonę, nowojorczankę irlandzkiego pochodzenia, Rosannę „Rosę” McMahon z domu McGinn. Razem mieli trójkę dzieci: 21 czerwca 1910 narodził im się syn Roderick James McMahon Jr., 6 lipca 1914 w Harlem w Nowym Jorku urodził się ich drugi syn, Vincent James McMahon, a w 1916 narodziła się im córka Dorothy. Gdy Vincent McMahon był dzieckiem, jego rodzina przeniosła się do sekcji Far Rockaway, w nowojorskiej dzielnicy Queens. Jess McMahon często zabierał dorastającego Vincenta do pracy, do hali Madison Square Garden, gdzie Vincent mógł obserwować kulisy organizacyjne wydarzeń sportowych. W 1935 roku Jess McMahon dał Vincentowi posadę w biurze w Hempstead w Nowym Jorku, gdzie Vincent McMahon zajmował się promowaniem walk bokserskich, walk wrestlingowych i koncertów muzycznych. W ten sposób Jess McMahon przygotował syna do roli swojego następcy.